# Nafarrelina
Nafarrelina é um fármaco agonista do hormônio liberador de gonadotrofina (LHRH). Tem utilização na endometriose, fertilização em vitro, puberdade precoce e em terapia hormonal feminizante.